# 羅如墉
羅如墉（1404年—1449年），字本崇，江西廬陵人。明朝官员。

## 生平
江西鄉試第二十名。正統七年（1442年）壬戌科會試第一百十六名，殿試登進士第三甲第三名。授行人司行人。正統十三年（1448年），跟從明英宗北征，臨行前訣別妻子，發誓以死報國，并叮囑翰林院翰林劉儼寫好他的墓誌銘。劉儼驚恐拒絕，羅如墉則笑道：「行當驗耳。」果然，次年，明军遭遇土木之變，羅如墉死難。

## 家族
曾祖羅伯剛，元進士。祖父羅彥偲。父羅惟勗。